# Казахстан на Светском првенству у атлетици у дворани 2012.
Казахстан је на Светском првенству у атлетици у дворани 2012. одржаном у Истанбулу од 9. до 11. марта учествовао једанаести пут. Репрезентацију Казахстана представљале су шест такмичарки, које су се такмичиле у четири дисциплине.
На овом првенству Казахстан је по броју освојених медаља делила 19. место са једном освојеном медаљом (сребро). У табели успешности према броју и пласману такмичара који су учествовали у финалним такмичењима (првих 8 такмичара) Казахстан је са једном учесником у финалу делила 29. место са 7 бодова.
| Плас. | Земља     | 1. место | 2. место | 3. место | 4. место | 5. место | 6. место | 7. место | 8. место | Бр. финал. | Бод. |
| ----- | --------- | -------- | -------- | -------- | -------- | -------- | -------- | -------- | -------- | ---------- | ---- |
| =29.  | Казахстан | 0        | 1        | 0        | 0        | 0        | 0        | 0        | 0        | 1          | 7    |

## Учесници
Жене:
- Олга Блудова — 60 м
- Викторија Зјабкина — 60 м
- Наталија Ивонинска — 60 м препоне
- Марина Аитова — Скок увис
- Олга Рипакова — Троскок
- Ирина Литвиненко Ектова — Троскок

## Освајачи медаља (1)

### Сребро (1)
- Олга Рипакова — Троскок

## Резултати

### Жене
| Атлетичарка             | Дисциплина   | Лични рекорд | Квалификација | Квалификација | Полуфинале            | Полуфинале            | Финале                | Финале       | Детаљи |
| Атлетичарка             | Дисциплина   | Лични рекорд | Резултат      | Место         | Резултат              | Место                 | Резултат              | Место        | Детаљи |
| ----------------------- | ------------ | ------------ | ------------- | ------------- | --------------------- | --------------------- | --------------------- | ------------ | ------ |
| Олга Блудова            | 60 м         | 7,30         | 7,45          | 4. у гр. 2    | Нису се квалификовале | Нису се квалификовале | Нису се квалификовале | 26 / 62 (64) |        |
| Викторија Зјабкина      | 60 м         | 7,33         | 7,55          | 4. у гр. 4    | Нису се квалификовале | Нису се квалификовале | Нису се квалификовале | 32 / 62 (64) |        |
| Наталија Ивонинска      | 60 м препоне | 8,29         | 8,49          | 5. у гр. 2    | Нису се квалификовале | Нису се квалификовале | Нису се квалификовале | 23 / 28 (31) |        |
| Марина Аитова           | Скок увис    | 1,96         | 1,83          | 18            |                       |                       | Није се квалификовала | 18 / 18(21)  |        |
| Олга Рипакова           | Троскок      | 15,14 НР     | 14,39 КВ      | 2. у гр. А    | 14,63                 |                       |                       |              |        |
| Ирина Литвиненко Ектова | Троскок      | 14,00        | 13,70         | 6. у гр. Б    | Није се квалификовала | 16 / 28 (30)          |                       |              |        |